# Hải lưu Alaska
Hải lưu Alaska là một hải lưu nước ấm chảy theo hướng bắc dọc theo vùng duyên hải British Columbia và Alaska Panhandle. Hải lưu này được tạo thành từ sự phân chia về hướng bắc của một phần thuộc hải lưu Bắc Thái Bình Dương khi hải lưu này tiến lại gần vùng duyên hải phía tây của Bắc Mỹ. Nó tạo thành một phần của một hoàn lưu đại dương chảy ngược chiều kim đồng hồ trong vịnh Alaska. Ngược lại với các vùng nước điển hình cận Bắc cực của Thái Bình Dương, nước trong hải lưu Alaska có đặc trưng là nhiệt độ cao trên 4 °C (39 °F) và độ mặn nước bề mặt thấp hơn 32,6 phần ngàn.
Tại phía bắc vịnh Alaska, hải lưu Alaska duy trì thành luồng chảy Alaska, bắt đầu gần đảo Kodiak và chảy về phía tây nam dọc theo bán đảo Alaska.
Hải lưu Alaska sinh ra các xoáy nước lớn theo chiều kim đồng hồ tại hai vị trí: một ở phía tây quần đảo Queen Charlotte ("xoáy nước Queen Charlotte" hay "xoáy nước Haida") và một ở phía tây Sitka ("xoáy nước Sitka").